# 菊池寿人

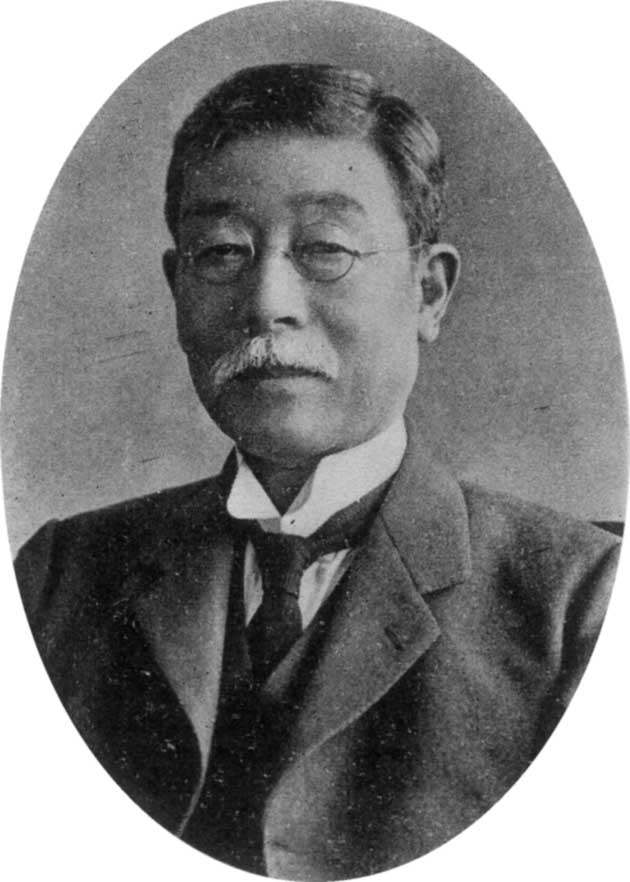
菊池寿人

菊池 寿人（きくち ひさと、元治元年10月20日（1864年11月19日） - 昭和17年（1942年）9月30日）は、日本の教育者。

## 経歴
岩手県紫波郡紫波町出身。1893年（明治26年）、東京帝国大学文科大学国文科を卒業し、さらに大学院で学んだ。1896年（明治29年）、陸軍教授となり、1898年（明治31年）に第一高等学校教授に転じた。1919年（大正8年）、第一高
等学校校長に就任し、1924年（大正13年）に退官した。
退官後は第一高等学校講師・東洋大学講師を務め、1931年（昭和6年）に第一高等学校名誉教授の称号を受けた。